# Атеїстична держава

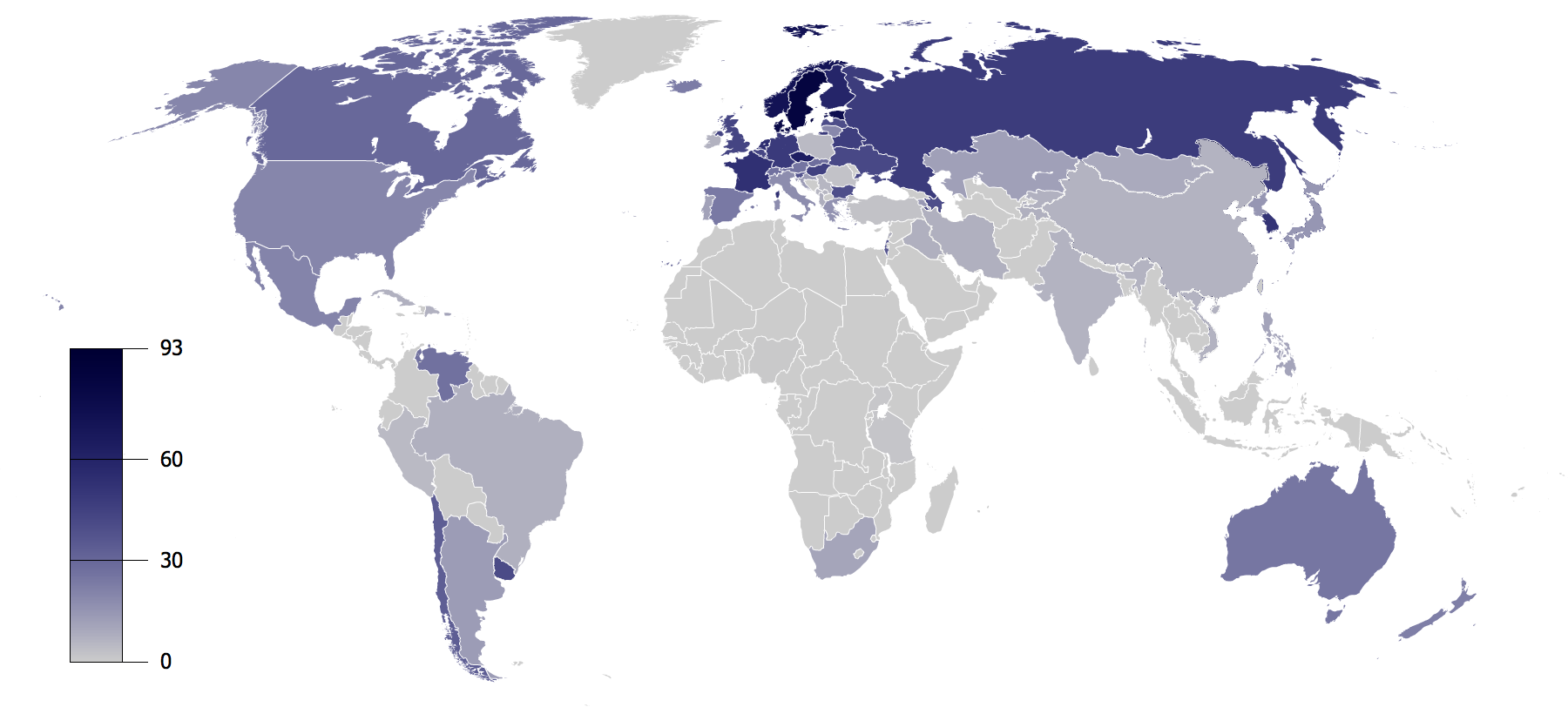
Частка атеїстів у деяких країнах

Атеїсти́чна держа́ва — держава, в якій атеїзм є основною доктриною; атеїстична пропаганда виходить від органів влади.

## Атеїзм у СРСР
Атеїстичними державами були СРСР та інші країни соціалістичного табору. Після Жовтневого перевороту Радянський Союз став першою у світі країною масового атеїзму, де право атеїстичної пропаганди було закріплено в конституції (ст. 127).
У СРСР було створено товариство «Спілка войовничих безвірників» (1925). У різні часи виходили атеїстичні видання: газета «Безбожник» (1922–1941), журнали «Безбожник» (1925–1941), «Атеїст» (1922–1930), «Войовничий атеїзм» (1931) та інше. Виходили атеїстичні журнали «Наука і релігія» (з 1959) та «Людина і світ» (з 1965). В університетах, педагогічних, медичних, культурно-просвітницьких вищих і середніх спеціальних навчальних закладах було запроваджено курс «Основи наукового атеїзму». Велася підготовка кадрів пропагандистів атеїзму на спеціальних атеїстичних факультетах вечірніх університетів марксизму-ленінізму, у гуртках тощо.

## Інші держави
У Народній Соціалістичній Республіці Албанія під проводом Енвера Ходжі було заборонено будь-яку релігію. Албанія проголосила себе першою у світі атеїстичною державою. У сучасному світі — на сьогодні атеїстичними є В'єтнам та КНДР. Де-факто такою є Швеція, в якій, за оцінками експертів, проживає від 46 % до 85 % атеїстів. Деколи до цього списку відносять Китай.

## Десять найбільш атеїстичних країн
У 2005 році ресурс Washington Profile [Архівовано 25 лютого 2012 у Wayback Machine.] опублікував 50 найбільш атеїстичних країн світу. У першу десятку увійшли:
- Швеція (від 46 до 85 відсотків атеїстів)
- В'єтнам (81 %)
- Данія (43—80 %)
- Норвегія (31—72 %)
- Японія (64—65 %)
- Чехія (54—61 %)
- Фінляндія (28—60 %)
- Франція (43—54 %)
- Південна Корея (30—52 %)
- Естонія (49 %)
- Згідно з Pew Research Center (2017): 16% — нерелігійні (atheist/agnostic/unaffiliated), з них тільки частина — тверді атеїсти.
- За дослідженням WIN-Gallup International (2021): 7% — назвали себе атеїстами, ще 22% — нерелігійні.

### Найбільше атеїстів
- Китай — понад 50% населення ідентифікують себе як нерелігійні або атеїсти (за деякими оцінками — до 70%).
- Чехія, Швеція, Естонія, Японія, Франція, Нідерланди — мають високий рівень атеїзму та секулярності.